# 科曼奇縣 (堪薩斯州)
科曼奇县（英語：Comanche County，簡稱CM）是美國堪薩斯州南部的一個縣，南鄰奧克拉荷馬州。面積2,045平方公里。根據美國2000年人口普查，共有人口1,967人。縣治科爾德沃特 (Coldwater)。
成立於1867年2月26日。縣名紀念科曼奇族印地安人。本縣為一禁酒的縣。